# California Über Alles
California Über Alles è un brano musicale del gruppo hardcore punk dei Dead Kennedys, pubblicato come singolo nel giugno 1979 (B-side The Man with the Dogs), e successivamente incluso nell'album d'esordio Fresh Fruit for Rotting Vegetables del 1980 (in versione ri-registrata).
Il testo, scritto da Jello Biafra e John Greenway, è un duro attacco al governatore californiano Jerry Brown.

## Il brano

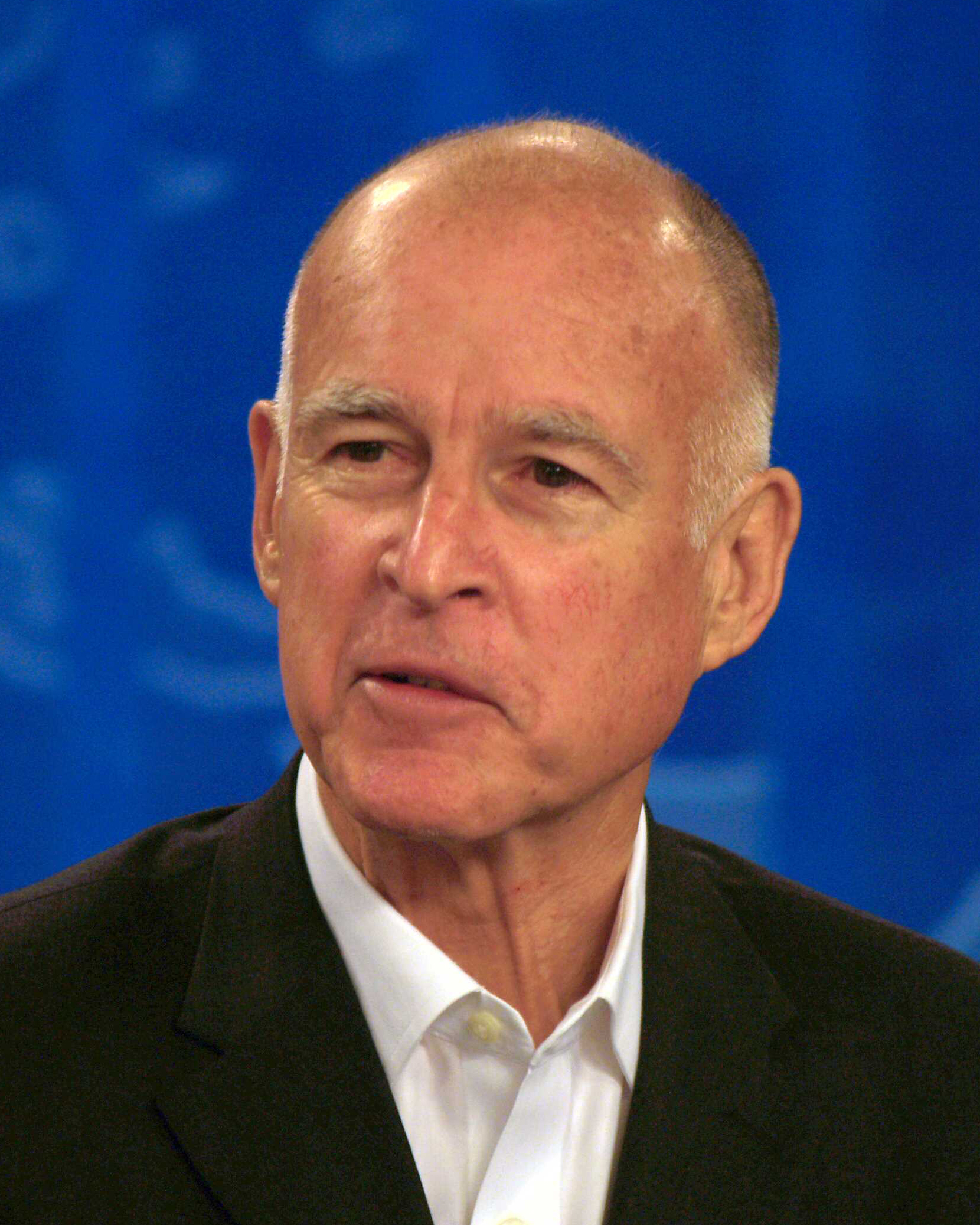
Jerry Brown nel 2009.

Originariamente il testo fu scritto da Jello Biafra e John Greenway per gli Healers, la loro band dell'epoca. Biafra compose la musica in uno dei suoi rari tentativi di comporre melodie al basso.
Il titolo è un'allusione alla prima strofa dell'inno nazionale tedesco, che inizia con le parole: «Deutschland, Deutschland über alles» ("Germania, Germania sopra a tutto"). Dopo il crollo del Terzo Reich nel 1945, questo passaggio venne rimosso in quanto universalmente associato con il Nazismo.
California Über Alles è un esplicito attacco satirico a Jerry Brown, governatore della California dal 1975 al 1983 (e dalla fine del 2011 al 2019), al quale viene imputata una visione "nazi-hippy" dell'America. Strofe quali  «Serpent's egg already hatched», si riferiscono ad un verso del dramma Giulio Cesare di William Shakespeare, che commenta la natura corrosiva del potere. Le espressioni «Big Bro on white horse is near» e «now it is 1984» si riferiscono rispettivamente ad affermazioni fatte da Brown durante il suo primo mandato quando disse che gli americani aspettavano "un leader su un cavallo bianco", e al regime totalitario immaginato da George Orwell nel suo romanzo 1984 per descrivere un futuro (dalla prospettiva del 1979) dove Jerry Brown fosse diventato Presidente degli Stati Uniti, e la sua "polizia segreta" eliminava la gente "indesiderata" con le camere a gas.
Il brano è inoltre esemplificativo del singolare stile musicale dei Dead Kennedys, con pesanti influenze di surf rock e ritmi marziali. Inizia con un ritmo di rumba rock, ritmo preso del rock and roll anni '60, eseguito con un sinistro suono di batteria in stile militare, raddoppiato da un identico riff di basso. Biafra dipinge uno scenario a tinte fosche cantando in tono baritonale prima di esplodere nel maniacale ritornello urlato: «California Über Alles, Über Alles, California!»; dopo due strofe e relativi ritornelli, la canzone scivola in una sezione mediana più lenta dove, accompagnato da un ritmo marziale di batteria, Jello Biafra descrive le azioni da incubo della polizia in stile SS di Brown («Come quietly to the camp; you'd look nice as a drawstring lamp»).

### Versioni alternative
Sul loro EP In God We Trust, Inc. del 1981, i Dead Kennedys inserirono una nuova versione della canzone, intitolata We've Got a Bigger Problem Now, dove veniva preso di mira l'allora Presidente Ronald Reagan, includendo un'introduzione lounge-jazz, un testo differente, e ritmo meno sostenuto rispetto all'originale.
Altra versione "aggiornata" si ebbe quando venne eletto governatore della California l'attore Arnold Schwarzenegger; chiamata Kali-Fornia Über Alles 21st Century, questa nuova versione fu eseguita dal vivo (insieme a qualche altro classico dei Dead Kennedys) quando Biafra girò in tour con i Melvins nel 2004.

## Cover
- La canzone è stata inclusa in numerosi videogiochi. Inoltre è stata campionata in Dead Ken Beats dei The Prodigy, ed è presente nella colonna sonora del film The Social Network del 2010.
- Nel 1991 in Cecoslovacchia (ora Repubblica Ceca) una cover del brano, intitolata Na kovarne to je narez, apparve sull'album Alkac je nejvetsi kocour aneb nekolik pisni o lasce della band Tri Sestry.
- Nel 1992 i Disposable Heroes of Hiphoprisy pubblicarono una rivisitazione del brano sull'album Hypocrisy Is the Greatest Luxury. Rimpiazzarono i riferimenti a Jerry Brown con quelli a Pete Wilson.
- La canzone è molto conosciuta in Polonia con il titolo Kalifornia Ponad Wszystko grazie alla reinterpretazione di Kazik Staszewski con la sua band Kazik Na Żywo (album Na Żywo Ale W Studio, 1994).
- La band Hasidic New Wave sull'album del 1999 Kabalogy. Nella loro versione, intitolata Giuliani Über Alles, Jerry Brown è sostituito dall'ex sindaco di New York Rudy Giuliani.
- The Delgados
- I Deceased sull'album Rotten to the Core.
- I Ceremony
- The Who Boys in mash-up con The Revolution Will Not Be Televised di Gil Scott-Heron intitolata Revolution Über Alles.
- John Linnell & The Statesmen dal vivo durante lo "State Songs" Tour.
- Jayne County sostituendo Jerry Brown con Arnold Schwarzenegger, all'epoca governatore della California.
- I Brujeria con il titolo California Uber Aztlan nell'album Pocho Aztlan del 2010, sostituendo Jerry Brown con il senatore repubblicano della California Pete Wilson.
- I Panx Romana con il titolo Πάρτυ κωφαλάλων sull'album del 1996 Διαγωγή Κοσμία.
- I Guts Pie Earshot in versione acustica.
- I Necrodeath nel loro EP Neraka.